# تسمه نقاله

نقطه تماس بین یک تسمه انتقال قدرت و قرقره آن. یک تسمه انتقال دهنده مواد یا تسمه نقاله از یک تسمه پهن و تعدادی قرقره استفاده می‌کند و توسط غلطک‌ها یا سینی‌های صاف و مسطحی در طول مسیرش پشتیبانی می‌شود.

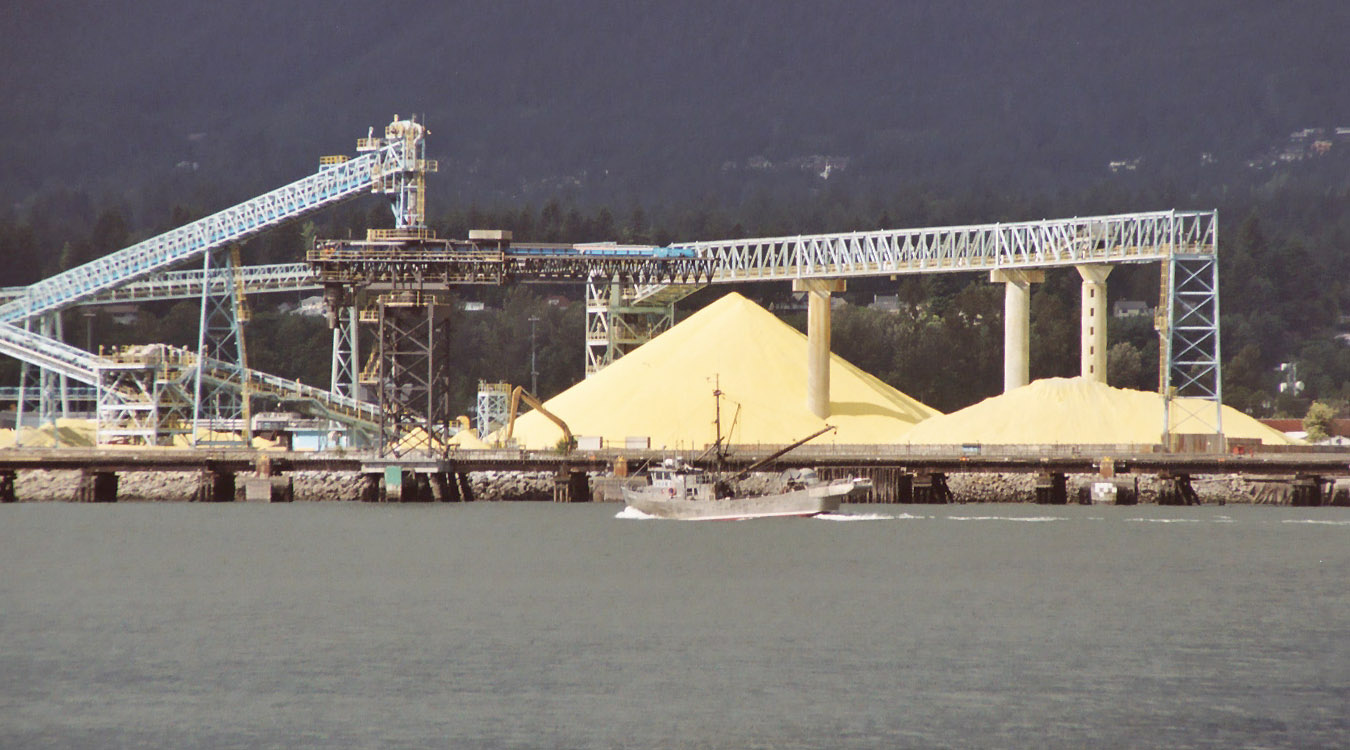
سامانه انتقال نقاله ای که برای حمل و انتقال گوگرد فله ای از واگن‌ها تا محل انبار و انباشته گوگرد و از این نقطه تا کشتی‌ها استفاده می‌شود.

یک تسمه نقاله (conveyor belt) در واقع وسیله یا جزء حمل‌کنندهٔ یک سامانه انتقال مواد تسمه ای می‌باشد (که اغلب این سامانه به صورت خلاصه تسمه یا نوار نقاله نامیده می‌شود). سامانه انتقال مواد تسمه ای که کانوایر تسمه ای هم گفته می‌شود یکی از انواع متعدد سامانه‌های نقاله ای می‌باشد. یک سامانه انتقال نقاله ای از دو یا چند قرقره (گاهی اوقات از آن‌ها به عنوان درامز یا طبلک یاد می‌شود) تشکیل شده‌است به همراه یک حلقه بی پایان از تسمه یا نواری که مواد را حمل می‌کند و به دور آن‌ها می‌چرخد.
برخی از سازندگان عمده و همچنین ارائه دهندگان خدمات مربوط به سامانه‌های کانوایری و تسمه نقاله‌ها در سطح جهانی عبارتند از:SIG از ایتالیا، تیسن کروپ از آلمان، فِنر پی.ال.سی از انگلستان، تِنوا تاکراف از آلمان و تکنولوژی ترا نووا از آمریکا.

## تاریخچه (روز شمار)
نخستین تسمه نقاله در قرن نوزدهم مورد استفاده قرار گرفت.
در سال ۱۸۹۲، توماس رابینز اقدام به اختراع مجموعه‌ای از محصولات کرد که منجر به توسعه و استفاده تسمه نقاله در معادن برای جا به جایی مواد معدنی از قبیل: زغال‌سنگ، سنگ معدن و … شد.
در سال ۱۹۰۱ ساندویک اقدام به ساخت و تولید تسمه نقاله استیل کورد (تسمه نقاله فولادی) کرد. در سال ۱۹۰۵ ریچارد ساتکلیف نخستین تسمه نقالهٔ ویژه برای حمل و جا به جایی زغال‌سنگ در معادن را تولید و عرضه کرد که منجر به انقلاب صنعتی بزرگی در صنعت معدن شد.
در سال 1987 هنری فورد خطوط مونتاژ تسمه نقاله را در مجموعهٔ کارخانه اتومبیل سازی فورد راه‌اندازی کرد.
در سال "1991 "جامعه فرانسه REA" طولانی‌ترین سامانه انتقال از طریق نوار نقاله را به طول ۱۳٫۸ کیلومتر ایجاد کرد.
در سال ۱۹۵۷ شرکت پلاستیک سازی گودریچ در آمریکا اقدام به تولید و عرضه نوعی از تسمه نقاله نمود که تا رسیدن به سامانه تسمه نقالهٔ انبوه ادامه داشت. این سامانه با داران بودن یک پیچ کمتر، عمری طولانی‌تر نسبت به تسمه نقاله‌های قدیمی داشت چرا که تمام سطح نقاله را پوشش می‌داد.
این نوع از نوار نقاله دیگر تولید نمی‌شود چرا که تسمه‌های امروزی بدون هیچ پیچشی عمری طولانی‌تر و لایه‌هایی بیشتر دارند. در سال ۱۹۷۰، کمپانی «اینترالاکس» در شهر لوییزیانا حق انحصاری تولید انواع مختلف تسمه نقالهٔ لاستیکی را به نام خود ثبت کرد.

## طولانی‌ترین کانوایر ها
طولانی‌ترین سامانه انتقال نقاله ای در جهان در منطقه ای بیابانی در جنوب کشور مراکش به نام صحرای غربی وجود دارد. طول این تسمه نقاله ۹۸ کیلومتر (۶۱ مایل) است و از معادن فسفات شهرک بوکراع تا ساحل جنوبی شهر العیون ادامه دارد.
طولانی‌ترین سامانه نوار نقاله ای استفاده شده در فرودگاه در فرودگاه بین‌المللی دبی وجود دارد که چمدان‌ها را به طول ۶۳ کیلومتر (۳۹ مایل) جابه‌جا می‌کند. این سامانه توسط شرکت زیمنس نصب و در سال ۲۰۰۸ راه اندازی شد.
معدن آلومینیم بوکسیت در غرب استرالیا دارای طولانی‌ترین سامانه‌های تسمه نقاله یک تکه هستند که طول یکی ۳۱ کیلومتر و دیگری ۲۰ کیلومتر است. این سامانه تسمه نقاله مواد معدنی فرآوری نشده را به‌طور مستقیم به پالایشگاه فرآوری آلومینیوم منتقل می‌کند.
یکی دیگر از طولانی‌ترین سامانه‌های تسمه نقاله یک تکه از شهر مگالایا در هندوستان به کارخانه سیمانی در بنگلادش به طول ۱۷ کیلومتر است که ۹۶۰ تن مواد از قبیل سنگ آهک را انتقال می‌دهد. (۷ کیلومتر از این تسمه نقاله در هندوستان و ۱۰ کیلومتر آن در بنگلادش قرار دارد) این سامانه توسط کمپانی فرانسوی AUMUND طراحی و راه‌اندازی شده‌است.
** طولانی ترین نوار نقاله ایران نیز متعلق به معدن سنگ آهن سنگان خواف (سایت توسعه ملی) با طول 7 کیلومتر است که متوسط بار انتقالی در 24 ساعت به میزان 64800 تن میباشد. نوار مذکور توسط شرکت ماشین سازی ویژه ساخته و نصب شده و در سال 1397 راه اندازی شد. 

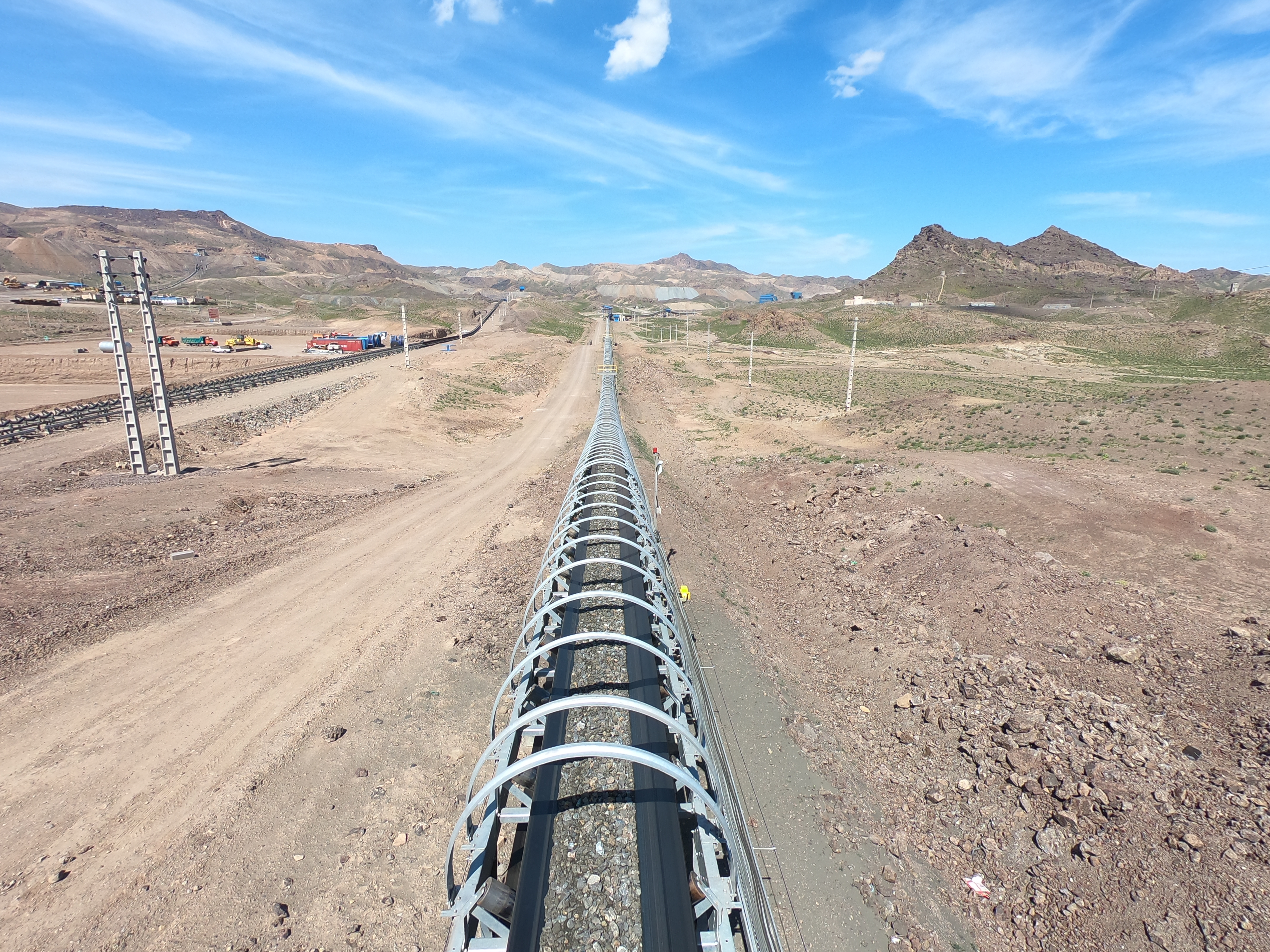
بخشی از نوار نقاله خط انتقال مواد سنگ شکسته سایت توسعه ملی (سنگان / خواف 1397)

## انواع نوار نقاله
تسمه‌های نقاله انواع گوناگونی دارند که برخی از آن‌ها عبارتند از:
- تسمه‌های نقاله EP یا منجید دار (TEXTER)
- تسمه‌های نقاله سیم دار ( SIDERFLEX یا ST)
- تسمه‌های نقاله الواتوری (ELETEX)
- تسمه‌های نقاله باکت دار (FLEXOBORD)
- نوار نقاله تلسکوپی
- نوار نقاله بارگیری
- نوار نقاله مدولار
- نوار نقاله اسپیرال
- نوار نقاله بارگیری کشتی
- نوار نقاله امید عمران
- سامسون فیدر
- نوار نقاله مونتاژ
- نوار نقاله رولیکی
- نوار نقاله توری فلزی

تسمه‌های نقاله منجید دار پرکاربردترین تسمه‌های نقاله هستند که از یک یا چند لایه منجید یا کرکس تشکیل شده‌اند. تسمه‌های نقاله استیل کرد با ازدیاد طول بسیار کم و مقاومت کششی بالا برای خطوط نقاله طویل، جایگزین مناسبی برای تسمه‌های EP می‌باشد.
- تسمه نقاله‌های اسپیرال (Spiral)

## انواع کاور پلاستیکی یا پوشش تسمه نقاله
پوشش یا کاور لاستیکی به ۴ دسته کلی تقسیم می‌شود که عبارتند از مقاوم در برابر خوردگی، سایش و پارگی، مقاوم در برابر حرارت، مقاوم در برابر آتش، مقاوم در برابر روغن و مواد شیمیایی.

## تسمه نقاله در صنعت سیمان
تسمه نقاله در صنایع گوناگون
تسمه نقاله در سیمان با متریال‌های پایه با سایندگی بسیار زیاد و موادهایی با دمای بسیار زیاد مانند کلینکلر داغ که از شدت حرارت کاملاً سرخ می‌شوند - در تماس هستند.
حرارت مداوم و کشیدگی اجتناب ناپذیر در الواتورها شرایط دشواری را برای تسمه نقاله‌ها پدید می‌آورند.
به دلیل هزینه‌های بالقوه زیادی که بر اثر پاره گی تسمه نقاله‌ها در کارخانه‌های سیمان به وجود می‌آید می‌بایست از تسمه نقاله‌هایی استفاده نمود که از طول عمر مناسبی برخوردار باشند که برخی گریدهای آن در شرایط سخت کاری و دمای بسیار زیاد، تا ۴۰۰ درجه سانتی گراد هم عملکرد مناسبی دارند.
تسمه نقاله در صنعت فولاد
از آنجا که ایمنی از اهمیتی اساسی برخوردار است، در معادن زیرزمینی می‌بایست از تسمه نقاله‌هایی استفاده نمود که واجد مقاومت در برابر آتش هستند؛ و به‌طور کل در معادن باید تسمه نقاله‌هایی با پوشش‌های مقاوم در برابر عواملی چون ساییدگی، بریدگی (پارگی) استفاده نمود که تا انتقال مواد تا محل مخلوط سازی، فرآوری و انبارداری را در شرایط عملیاتی در بر می‌گیرد.
معادن زغال‌سنگ و فرآوری سنگ آهن
مقدار عمده ای از مواد معدنی که به عنوان مواد خام در صنایع اصلی مورد استفاده قرار می‌گیرند با استخراج از معادن به دست می‌آیند. این امر به‌طور مداوم نیازمند به کانوایر (تسمه نقاله‌های) با مقاومت بالا در برابر ضربات سنگین، مقاومت در برابر پاره گی و سایش زیاد است تا بتوانند به بهترین نحو هزاران تن مواد معدنی (اولیه یا فرآوری شده) را جابه‌جا کنند.
تسمه نقاله در معادن
در صنعت فولاد نیز از تسمه نقاله‌هایی در طیف‌های مختلف استفاده می‌شود که با پوشش‌های مقاوم در برابر سایش و حرارت قابلیت استفاده در تمامی فرآیندهای تولید و ساخت در کارخانجات فولاد را دارند. عمده مواد جابه‌جا شونده از طریق نوار نقاله در کارخانه فولاد، سنگ‌های معدن، کوک‌ها، کلوخه و انواع پالت می‌باشد.
تسمه نقاله در صنایع غذایی
در صنایع غذایی مانند کارخانجات تولید قند و شکر، مشکلاتی ناشی از جا به جایی مواد خام با سایندگی بالا و محصولات چرب و روغنی وجود دارد. همچنین عوامل ایمنی مهمی مانند آتش‌سوزی و خطر احتراق، حمل و نقل در زوایای شیب دار نیز باید لحاظ شوند.
لذا می‌بایست از تسمه نقاله‌های مقاوم در برابر سایش و روغن استفاده نمود. همچنین نوار نقاله‌هایی با قابلیت رسانای بالا برای جلوگیری از جرقه و احتراق، و تسمه نقاله آجدار برای جا به جایی در زوایای شیب دار.

## نحوه قیمت گذاری تسمه نقاله (بررسی کیفیت تسمه نقاله)
یکی از مهم‌ترین مواردی که در تهیه و خرید تسمه نقاله لحاظ می‌شود نحوهٔ قیمت گذاری آن است. به‌طور کلی فاکتورهای بسیاری در قیمت تسمه نقاله تأثیرگذار است و مصرف‌کنندگان محترم می‌بایست به این فاکتورها توجه کنند و صرفاً به کمترین پیشنهاد قیمت واکنش مثبت نشان ندهند و عوامل کیفی که مهم‌ترین عامل تعیین کنده در ارزش مادی تسمه نقاله است را لحاظ کنند.

## نگارخانه

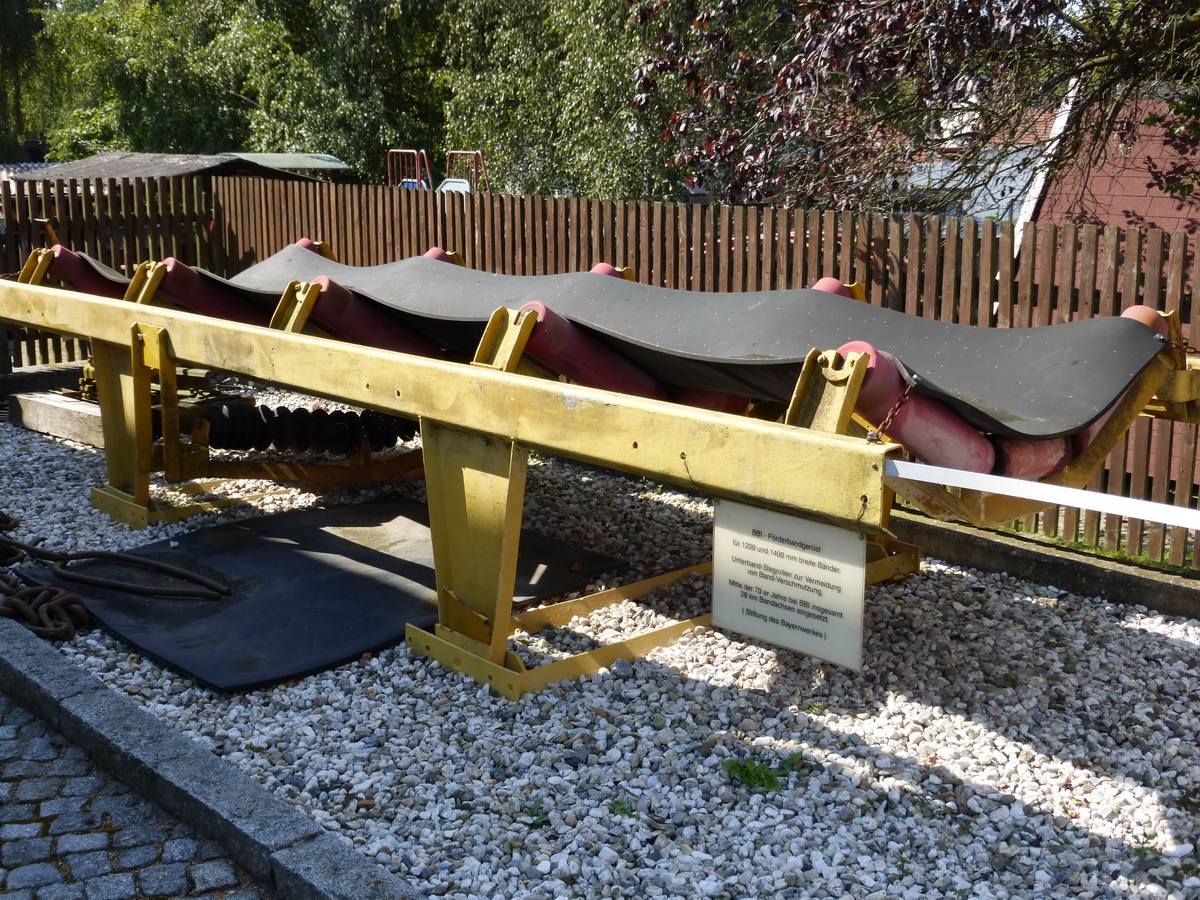